# ダノンマッキンリー
ダノンマッキンリー（欧字名:Danon McKinley、2021年4月7日 - ）は、日本の競走馬。主な勝ち鞍は2024年のスワンステークス、ファルコンステークス。
馬名の意味は冠名+アメリカの山の名。

## 経歴

### デビュー前
2021年4月7日、北海道安平町のノーザンファームで誕生。2022年のセレクトセール1歳市場にて2億2000万円（税別）でダノックスにより落札された。その後、栗東・藤原英昭厩舎に入厩した。

### 2歳（2023年）
9月30日阪神芝1400mの2歳新馬戦で川田将雅を背に1番人気で出走。道中2番手追走から直線で抜け出すと最後はポエットリーの追撃を1馬身1/4差で振り切りデビュー戦を飾る。11月19日京都の秋明菊賞（1勝クラス）では後方で脚を溜め、直線で鋭く脚を伸ばして先頭に立つと後続に2馬身半差をつけ2連勝とした。12月17日のGI朝日杯フューチュリティステークスではこれまで手綱を取っていた川田がジャンタルマンタルに騎乗するため、クリストフ・ルメールとのコンビで出走。レースでは中団追走も直線で一杯になり8着に敗れて、2歳シーズンを終えた。

### 3歳（2024年）
1月27日東京のクロッカスステークス（L）で引き続きルメールとのコンビで1番人気に推され、3番手でレースを進めたが直線で伸びあぐねて5着に終わった。3月17日のファルコンステークスでは鞍上に北村友一を迎えるも、近走の敗戦続きで7番人気と評価を落としていた。レースでは道中後方追走から直線で外へ持ち出して末脚を発揮すると最後は逃げ粘るオーキッドロマンスを半馬身差かわして重賞初制覇を果たすとともに鞍上の北村友一にとっては2021年阪急杯（勝ち馬レシステンシア）以来3年ぶりのJRA重賞制覇ともなった。

## 競走成績
以下の内容は、netkeiba.com、JBISサーチ、Racing Postおよびエミレーツ競馬協会の情報に基づく。
| 競走日     | 競馬場   | 競走名         | 格   | 距離（馬場）  | 頭 数 | 枠 番 | 馬 番 | オッズ （人気） | 着順 | タイム （上り3F） | 着差  | 騎手        | 斤量 [kg] | 1着馬（2着馬）         | 馬体重 [kg] |
| ---------- | -------- | -------------- | ---- | ------------- | ----- | ----- | ----- | --------------- | ---- | ----------------- | ----- | ----------- | --------- | ---------------------- | ----------- |
| 2023.09.30 | 阪神     | 2歳新馬        |      | 芝1400m（良） | 18    | 3     | 6     | 002.10（1人）   | 01着 | R1:21.2（35.0）   | -0.2  | 0川田将雅   | 55        | （ポエットリー）       | 464         |
| 0000.11.19 | 京都     | 秋明菊賞       | 1勝  | 芝1400m（良） | 8     | 3     | 3     | 001.80（1人）   | 01着 | R1:20.7（34.0）   | -0.4  | 0川田将雅   | 56        | （タイセイレスポンス） | 464         |
| 0000.12.17 | 阪神     | 朝日杯FS       | GI   | 芝1600m（良） | 17    | 4     | 8     | 005.10（3人）   | 08着 | R1:34.3（35.3）   | -0.5  | 0C.ルメール | 56        | ジャンタルマンタル     | 468         |
| 2024.01.27 | 東京     | クロッカスS    | L    | 芝1400m（良） | 10    | 4     | 4     | 002.10（1人）   | 05着 | R1:21.2（33.7）   | -0.3  | 0C.ルメール | 57        | ロジリオン             | 468         |
| 0000.03.16 | 中京     | ファルコンS    | GIII | 芝1400m（良） | 17    | 8     | 15    | 013.60（7人）   | 01着 | R1:20.2（35.4）   | -0.1  | 0北村友一   | 57        | （オーキッドロマンス） | 468         |
| 0000.05.05 | 東京     | NHKマイルC     | GI   | 芝1600m（良） | 18    | 1     | 1     | 024.20（8人）   | 13着 | R1:33.6（34.3）   | -1.2  | 0北村友一   | 57        | ジャンタルマンタル     | 474         |
| 0000.08.11 | 札幌     | UHB賞          | OP   | 芝1200m（良） | 16    | 6     | 11    | 003.90（2人）   | 06着 | R1:08.2（34.6）   | -0.2  | 0北村友一   | 56        | プルパレイ             | 472         |
| 0000.08.25 | 札幌     | キーンランドC  | GIII | 芝1200m（良） | 16    | 7     | 14    | 023.90（9人）   | 07着 | R1:08.5（34.2）   | -0.6  | 0戸崎圭太   | 55        | サトノレーヴ           | 468         |
| 0000.10.26 | 京都     | スワンS        | GII  | 芝1400m（良） | 17    | 8     | 17    | 010.90（5人）   | 01着 | R1:20.5（34.0）   | -0.1  | 0松山弘平   | 55        | （オフトレイル）       | 464         |
| 0000.12.21 | 京都     | 阪神C          | GII  | 芝1400m（良） | 18    | 7     | 13    | 008.10（5人）   | 11着 | R1:20.6（34.0）   | -0.5  | 0C.デムーロ | 57        | ナムラクレア           | 472         |
| 2025.02.22 | 京都     | 阪急杯         | GIII | 芝1400m（良） | 18    | 8     | 17    | 007.30（4人）   | 04着 | R1:22.0（34.5）   | -0.3  | 0北村友一   | 58        | カンチェンジュンガ     | 476         |
| 0000.04.05 | メイダン | アルクオーツSP | G1   | 芝1200m（Gd） | 11    | 6     | 2     | 066.0（11人）   | 04着 | R1:08.16          | -0.39 | 0C.デムーロ | 59.5      | Believing              | 計不        |
| 0000.04.27 | 沙田     | チェアマンズSP | G1   | 芝1200m（良） | 13    |       | 7     | 064.70（7人）   | 13着 | R1:09.9           | -2.1  | 0D.レーン   | 57        | Ka Ying Rising         | 475         |

- 海外の競走の「枠番」欄にはゲート番を記載
- 海外のオッズ・人気はRacing Postのもの（日本式のオッズ表記とした）
- 競走成績は2025年4月27日現在

## 血統表
| ダノンマッキンリーの血統               | ダノンマッキンリーの血統             | ダノンマッキンリーの血統           | （血統表の出典）                   | （血統表の出典）    |
| 父系                                   | ロベルト系                           | ロベルト系                         | ロベルト系                         | [ § 2 ]             |
| 父 モーリス 2011年 鹿毛                | 父の父スクリーンヒーロー 2004年 栗毛 | *グラスワンダー                    | Silver Hawk                        | Silver Hawk         |
| 父 モーリス 2011年 鹿毛                | 父の父スクリーンヒーロー 2004年 栗毛 | *グラスワンダー                    | Ameriflora                         |                     |
| 父 モーリス 2011年 鹿毛                | 父の父スクリーンヒーロー 2004年 栗毛 | ランニングヒロイン                 | *サンデーサイレンス                | *サンデーサイレンス |
| 父 モーリス 2011年 鹿毛                | 父の父スクリーンヒーロー 2004年 栗毛 | ランニングヒロイン                 | ダイナアクトレス                   |                     |
| 父 モーリス 2011年 鹿毛                | 父の母メジロフランシス 2001年 鹿毛   | *カーネギー                        | Sadler's Wells                     | Sadler's Wells      |
| 父 モーリス 2011年 鹿毛                | 父の母メジロフランシス 2001年 鹿毛   | *カーネギー                        | Detroit                            |                     |
| 父 モーリス 2011年 鹿毛                | 父の母メジロフランシス 2001年 鹿毛   | メジロモントレー                   | *モガミ                            | *モガミ             |
| 父 モーリス 2011年 鹿毛                | 父の母メジロフランシス 2001年 鹿毛   | メジロモントレー                   | メジロクインシー                   |                     |
| 母 *ホームカミングクイーン 2009年 鹿毛 | 母の父Holy Roman Emperor 2004年 鹿毛 | *デインヒル                        | Danzig                             | Danzig              |
| 母 *ホームカミングクイーン 2009年 鹿毛 | 母の父Holy Roman Emperor 2004年 鹿毛 | *デインヒル                        | Razyana                            |                     |
| 母 *ホームカミングクイーン 2009年 鹿毛 | 母の父Holy Roman Emperor 2004年 鹿毛 | L'On Vite                          | Secretariat                        | Secretariat         |
| 母 *ホームカミングクイーン 2009年 鹿毛 | 母の父Holy Roman Emperor 2004年 鹿毛 | L'On Vite                          | Narrate                            |                     |
| 母 *ホームカミングクイーン 2009年 鹿毛 | 母の母Lagrion 1989年 栗毛            | Diesis                             | Sharpen Up                         | Sharpen Up          |
| 母 *ホームカミングクイーン 2009年 鹿毛 | 母の母Lagrion 1989年 栗毛            | Diesis                             | Doubly Sure                        |                     |
| 母 *ホームカミングクイーン 2009年 鹿毛 | 母の母Lagrion 1989年 栗毛            | Wrap It Up                         | Mount Hagen                        | Mount Hagen         |
| 母 *ホームカミングクイーン 2009年 鹿毛 | 母の母Lagrion 1989年 栗毛            | Wrap It Up                         | Doc Nan                            |                     |
| 母系(F-No.)                            | (FN:9-c)                             | (FN:9-c)                           | (FN:9-c)                           | [ § 3 ]             |
| 5代内の近親交配                        | Danzig 5×4、Northern Dancer 5×5・5   | Danzig 5×4、Northern Dancer 5×5・5 | Danzig 5×4、Northern Dancer 5×5・5 | [ § 4 ]             |
| 出典                                   | 1. 2. 3. 4.                          | 1. 2. 3. 4.                        | 1. 2. 3. 4.                        | 1. 2. 3. 4.         |

- 母ホームカミングクイーンは2012年の英1000ギニー勝ち馬。その半姉に2001年チェヴァリーパークステークス勝ち馬のクイーンズロジック、半兄に2007年凱旋門賞などGI6勝のディラントーマスがいる。
- 半姉シェール（父ガリレオ）は2020年モイグレアスタッドステークス（愛G1）勝ち馬。
- 従兄弟に2020年英ダービー勝ち馬のサーペンタイン。